# Disordinazioni
DisordinAzioni o Disordinazioni è una modalità di intervento urbano e un movimento artistico inventato e promosso dall'artista romano Giuliano Lombardo nel 1994. Il fenomeno è stato parzialmente descritto nel libro Non è Vero! Disordinazioni: un'avanguardia subliminale di massa di Edoardo De Falchi, in Psicologia e Arte dell'Evento Storia Eventualista 1977/2003  e in Culture Extreme di Massimo Canevacci.
Nel tempo si sono accumulate numerose definizioni di Disordinazione, un intervento urbano non codificato che mira ad alterare i normali processi dell'attenzione. Le Disordinazioni possono avere forme e mezzi estremamente vari, ad esempio adesivi, détournement di affissioni o scritte sui muri, fino ad atti comportamentali imprevisti o incongrui messi in atto in luoghi pubblici. Le Disordinazioni, per definizione, non vengono mai annunciate in anticipo e non hanno mai un pubblico consapevole. Negli anni dal 1994 al 1998 veniva pubblicato in forma quasi segreta il Bollettino di DisordinAzioni, resoconto cartaceo di alcune Disordinazioni raccolte da Giuliano Lombardo in tutta Italia.
Tra gli artisti che hanno partecipato a questa iniziativa ci sono Cesare Pietroiusti, Roberto Galeotti, Luther Blissett, Studi e Ricerche Contemporanee, I giochi del senso e/o non senso (Pino Boresta, Lorenzo Busetti, Sergio Caruso, Antonio Colantoni, Marco Evangelista, Alessio Fransoni, Patrizio Pica, Giuseppe Polegri, Sandro Zaccardini), Fabrizio Basso e molti altri, alcuni dei quali confluiranno nel Progetto Oreste alla XLVIII Biennale di Venezia del 1999 .